# Ráscia (distrito)
O distrito de Ráscia (em sérvio:  Рашки округ / Raški okrug, pronúncia em servo-croata: pronunciada [râʃkiː ôkruːɡ]), é um dos oito distritos administrativos de Šumadija e da Sérvia Ocidental. O distrito se expande para a parte sudoeste do país. O centro administrativo do distrito de Ráscia é Kraljevo.

## Municípios
Os seguintes municípios fazem parte do distrito:
- Kraljevo
- Vrnjačka Banja
- Raška
- Novi Pazar
- Tutin

## Demografia

### Composição Étnica
| Grupo étnico  | Censo 2011 | Censo 2011 | Censo 2022 | Censo 2022 |
| Grupo étnico  | População  | %          | População  | %          |
| ------------- | ---------- | ---------- | ---------- | ---------- |
| Sérvios       | 188.208    | 60,9       | 161.033    | 54.3       |
| Bósnios       | 105.488    | 34.1       | 115.640    | 39,0       |
| Muçulmanos    | 5.255      | 1,70       | 2.249      | 0,76       |
| Romani        | 2.435      | 0,79       | 1.982      | 0,67       |
| Gorani        | 334        | 0,11       | 357        | 0,12       |
| Montenegrinos | 740        | 0,24       | 310        | 0,10       |
| Iiugoslavos   | 214        | 0,07       | 279        | 0,09       |
| Aalbaneses    | 267        | 0,09       | 252        | 0,08       |
| Macedônios    | 289        | 0,09       | 177        | 0,06       |
| Croatas       | 215        | 0,07       | 152        | 0,05       |
| Outros        | 5.813      | 1,88       | 14.101     | 4,77       |
| Total         | 309.258    |            | 296.532    |            |

## Sociedade e Cultura

### Cultura
Na região de Kraljevo fica o mosteiro Žiča. Este centro espiritual, do estado medieval sérvio, foi construído por volta de 1220, para se tornar também o centro do recém-fundado arquiepiscopado sérvio.
O mosteiro Studenica foi erguido no final do século XII, como doação do governante sérvio Stefan Nemanja, que o doou ícones e livros ao mosteiro. Depois que ele consagrou-se monge, e partiu para o mosteiro sérvio Hilandar, no Monte Athos, seu filho mais velho, Stefan, mais tarde chamado de "Primeiro Coroado", assumiu seu lugar como cuidador do mosteiro. Na região de Novi Pazar esta localizado o mosteiro Sopoćani, construído por volta de 1260, como doação do rei Stefan Uros I, filho do rei Estêvão, o Primeiro-Coroado. O item de maior valor do mosteiro Sopoćani são seus afrescos, pelos quais figura entre os melhores exemplos da pintura medieval européia.

### Educação
Existem três universidades instaladas no distrito de Ráscia:
Públicas:
- Universidade Estadual de Novi Pazar, fundada em 2006.
- Universidade de Kragujevac - existem duas faculdades da universidade localizadas nos municípios de Kraljevo e Vrnjačka Banja:
  - Faculdade de Engenharia Mecânica e Civil de Kraljevo.
  - Faculdade de Hotelaria e Turismo em Vrnjačka Banja.

Privada:
- Universidade Internacional de Novi Pazar, fundada em 2002.